# 関西演芸しゃべくり話芸大賞
関西演芸しゃべくり話芸大賞（かんさいえんげいしゃべくりわげいたいしょう）は、NPO法人関西演芸推進協議会が主催している漫才のコンクールである。

## 概要

### 大会の概要
「芸人を育て、よりよき鑑賞者を育てる」 をコンセプトにし、関西の演芸文化を盛り上げたいと願い、上質な上方芸能を継承・発展させようと在阪の著名人や経営者らが立ち上げたNPO法人関西演芸推進協議会 によって、2012年（平成24年）に創設された。プロ・アマチュア問わず予選を勝ち抜いた10組が決勝戦では1組7分間、マイク1本で"話芸"を競い合う。大会名にある「話芸」とは「会話のおもしろさと言葉のおもしろさを磨き、芸にしたもの」と定義されており、漫才・漫談・スタンダップコメディなど、多岐に渡る。
大会の特徴としては、審査シートに所属プロダクション名が記載されておらず、また普段、演芸業界に関わっていない審査員が審査を行うため唯一無二のファイナリストが山頂手前に集結するのが特徴である。

## 優勝決定までの道のり
毎年6月頃に予選の案内と出場要項、エントリーシートの配布が開始され、エントリーしたグループによる予選会が道頓堀ZAZA POCKET’Sで2日間に渡って行われる。予選は関西演芸推進協議会、及び関西演芸しゃべくり話芸大賞実行委員会によって審査される。
予選会を勝ち抜いた10組前後のグループで、本戦が行われ、優勝者（しゃべくり話芸大賞）には30万円の賞金とラジオ大阪の番組出演権、準グランプリには賞金10万円が贈られるほか、数組に特別賞が与えられる。
本戦には進出出来なかったものの、将来への期待が見込まれるグループには奨励賞が贈られる。第7回のみ本戦進出者と奨励賞の間に優秀賞が設けられた。
予選会でのネタ時間は4分間、決定戦でのネタ時間は7分間である。

## 歴代の決勝結果
| 回 | 決勝日時       | グランプリ     | 準グランプリ         | 準グランプリ         | 予選出場組数 |
| -- | -------------- | -------------- | -------------------- | -------------------- | ------------ |
| １ | 2012年6月16日  | ボルトボルズ   | アルミカン           | プリンセス金魚       | 185組        |
| ２ | 2013年10月19日 | アルミカン     | ボルトボルズ         | レモンスカッシュ     | 130組        |
| ３ | 2014年10月11日 | トライアングル | 土方兄弟             | 土方兄弟             | 70組         |
| ４ | 2015年10月17日 | どんぐり兄弟   | チャリンコクラブ     | チャリンコクラブ     | 150組        |
| ５ | 2016年10月22日 | プリマ旦那     | マグリット           | マグリット           |              |
| ６ | 2017年10月15日 | きみどり       | アンビシャス         | アンビシャス         | 152組        |
| ７ | 2018年10月20日 | マルセイユ     | ラフ次元             | ラフ次元             |              |
| ８ | 2019年10月13日 | ミルクボーイ   | ラフ次元             | ラフ次元             | 205組        |
| ９ | 2020年10月17日 | ラフ次元       | 丸亀じゃんご         | 丸亀じゃんご         |              |
| 10 | 2021年9月11日  | きんめ鯛       | ヘッドライト         | ヘッドライト         |              |
| 11 | 2022年10月15日 | ヘッドライト   | パーティーパーティー | パーティーパーティー | 284組        |
| 12 | 2023年10月14日 | 天才ピアニスト | パーティーパーティー | パーティーパーティー | 178組        |
| 13 | 2024年10月26日 | ぐろう         | パーティーパーティー | パーティーパーティー | 223組        |

## 大会の会場
| 回 | 予選会場            | 決定戦会場                                 |
| -- | ------------------- | ------------------------------------------ |
| １ | 道頓堀ZAZA POCKET’S | 大丸心斎橋劇場                             |
| ２ | 道頓堀ZAZA POCKET’S | 大丸心斎橋劇場                             |
| ３ | 道頓堀ZAZA POCKET’S | 大丸心斎橋劇場                             |
| ４ | 道頓堀ZAZA POCKET’S | YES THEATER                                |
| ５ | 道頓堀ZAZA POCKET’S | YES THEATER                                |
| ６ | 道頓堀ZAZA POCKET’S | ホテル エルセラーン大阪 エルセラーンホール |
| ７ | 道頓堀ZAZA POCKET’S | ホテル エルセラーン大阪 エルセラーンホール |
| ８ | 道頓堀ZAZA POCKET’S | YES THEATER                                |
| ９ | YES THEATER         | YES THEATER                                |
| 10 | 道頓堀ZAZA POCKET’S | YES THEATER                                |
| 11 | 道頓堀ZAZA POCKET’S | YES THEATER                                |
| 12 | 道頓堀ZAZA POCKET’S | YES THEATER                                |
| 13 | 大阪市立中央会館    | YES THEATER                                |

決勝戦の様子はYESｰfmで放送される。

## 決勝戦審査員
| 回 | 審査員                              | 審査員 | 審査員                | 審査員                                  | 審査員                      | 審査員                        |
| -- | ----------------------------------- | ------ | --------------------- | --------------------------------------- | --------------------------- | ----------------------------- |
| １ | 安倍彰                              | 大池晶 | 田中宏幸              | 中井正嗣 （関西演芸推進協議会専務理事） | 林千代 （シナリオライター） | 徳永正明                      |
| ２ | 澤田隆治 （メディアプロデューサー） | 大池晶 | 本多正識 （漫才作家） | 中井正嗣 （関西演芸推進協議会専務理事） | 林千代 （シナリオライター） | 春野恵子 （浪曲師）           |
| ３ | 澤田隆治 （メディアプロデューサー） | 大池晶 | 本多正識 （漫才作家） | 中井正嗣 （関西演芸推進協議会専務理事） | 林千代 （シナリオライター） |                               |
| ４ | 澤田隆治 （メディアプロデューサー） | 大池晶 | 本多正識 （漫才作家） | 中井正嗣 （関西演芸推進協議会専務理事） | 林千代 （シナリオライター） |                               |
| ５ | 澤田隆治 （メディアプロデューサー） | 大池晶 | 本多正識 （漫才作家） | 中井正嗣 （関西演芸推進協議会専務理事） | 林千代 （シナリオライター） | 宮川花子 （特別ゲスト審査員） |
| ６ | 澤田隆治 （メディアプロデューサー） | 大池晶 | 本多正識 （漫才作家） | 中井正嗣 （関西演芸推進協議会専務理事） | 林千代 （シナリオライター） |                               |
| ７ | 乾龍介（フリーアナウンサー）        | 大池晶 | 本多正識 （漫才作家） | 中井正嗣 （関西演芸推進協議会専務理事） | 林千代 （シナリオライター） |                               |
| 12 | 乾龍介（フリーアナウンサー）        | 大池晶 | 本多正識 （漫才作家） | 中井正嗣 （関西演芸推進協議会専務理事） | 林千代 （シナリオライター） | 井村雅代 （特別ゲスト審査員） |
| 13 | 乾龍介（フリーアナウンサー）        | 大池晶 | 本多正識 （漫才作家） | 中井正嗣 （関西演芸推進協議会専務理事） | 林千代 （シナリオライター） | 井村雅代 （特別ゲスト審査員） |

## 歴代予選結果
- 第1回 - 奨励賞：いらんいらん（2016年解散）、かおりーん、下水処理場、こけらおとし（2013年解散）、大黒天（2016年解散）、ヒップ☆スター（2014年解散）、ます子飯。、レモンスカッシュ、ワイルドピッチ（2016年解散）
- 第2回 - 奨励賞：にほんしゅ、原田おさむ、土方兄弟、ビコーン!、みのるほそる、メトロレトロ（解散）
- 第3回 - 奨励賞：アルミカン、熱いお茶、コンチェルト、小二小町、はなる、ブランケット、LOW KICK☆
- 第4回 - 奨励賞：からし蓮根、ニューポップスオーケストラ（2016年解散）、ペリカンたまご、 満願（2016年解散）、わんぱくウォーリアーズ
- 第5回 - 奨励賞：よふかしイエロー、土方兄弟、ミラクルスパイク、ボニーボニー、くのいち（解散）
- 第6回 - 奨励賞：アンドロイド（2021年解散）、ダークニンゲン（2018年解散）、エジソン（2023年解散）、土方兄弟、いちごみるく、きんめ鯛（2022年解散）、おネェとおばちゃん、さや香、ベルサイユ
- 第7回 - 優秀賞：ツートライブ、デルマパンゲ、奨励賞：アンドロイド、キャタピラーズ（2021年解散）、ちからこぶ、ニッポンの社長、ネイビーズアフロ、土方兄弟、襟足50センチ
- 第8回 - 奨励賞：ジソンシン（2022年解散）、バッチトゥース、丸亀じゃんご、守谷日和、爛々
- 第9回 - 奨励賞：エジソン、桂あおば、相乗効果、てんてらてーんあきら、マグリット、miRay
- 第10回 - 奨励賞：はっぴちゃん。、ジュリエッタ（2023年解散）、栗尾、マグリット、シンバルモンキー、アンリミテッドプリパレーション、ゆとりコウベ、優希菜＆miRay
- 第11回 - 奨励賞：タナからイケダ、よふかしイエロー、爛々
- 第12回 - 奨励賞：イチオク、相乗効果、ハスキーポーズ、ヘンダーソン、マグリット、特別賞：空想ロケット
- 第13回 - 奨励賞：いちご女子プロレス、ド・根性ズ（爛々・萌々、令和喜多みな実・河野）、ファンファーレと熱狂、よふかしイエロー、特別賞：Skystar、ビキニクリエイター